# Мокамбо
Мокамбо,јагуарово дрво и перуански какао (Theobroma bicolor) тропско је дрво из рода Theobroma, које припада породици слезова (Malvaceae). Аутохтона је врста тропских кишних шума Централне и Јужне Америке, а данас се доста узгаја у Бразилу, Колумбији, Еквадору и Перуу.

## Опис таксона
Мокамбо је средње високо дрво које расте у тропским кишним шумама Јужне и Централне Америке. Уколико расте на отвореном нарасте од 3 до 8 метара у висину, док у густим шумама у „потрази” за светлом може да нарасте 25 до 30 метара. Расте јако споро, а најбоље успева на алувијалним земљиштима. Јако је отпорно на поплаве и може да преживи чак и у дубоким водама. Цвета од јула до септембра, а плодови дозревају од марта до новембра.
Плодови су слични плоду какаовца, јестиви су и јако богати протеинима и влакнима. када су зрели сами падају са стабла. Садрже и значајне количине омега 9 масних киселина и теобромина. Користи се за производњу чоколаде.
Још су Астеци користили плодове мокамбе у мешавини са плодовима какаовца код прављења чоколаде. Маје су мешале маслац мокамбе са какаом и кукурузом. Пулпа која окружује семе може да се једе свежа, а има сладак укус и кремасту текстуту. Семе се користи у исхрани још и као пржено и у варивима, док се тврди егзокарп може користити као посуда.